# Rheinmünster
Rheinmünster är en kommun i Landkreis Rastatt i regionen Mittlerer Oberrhein i Regierungsbezirk Karlsruhe i förbundslandet Baden-Württemberg i Tyskland. 
Kommunen bildades 1 oktober 1974 genom en sammanslagning av kommunerna Schwarzach, Greffern und Stollhofen.
Kommunen ingår i kommunalförbundet Rheinmünster-Lichtenau tillsammans med staden Lichtenau.